# Ken Holtzman
Pour les articles homonymes, voir Holtzman.
Kenneth Dale Holtzman, dit Ken Holtzman, né le 3 novembre 1945 à Saint-Louis (Missouri, États-Unis) où il est mort le 14 avril 2024, est un lanceur droitier américain de la Ligue majeure de baseball.
Joueur de 1965 à 1979, il lance deux matchs sans point ni coup sûr pour les Cubs de Chicago, sa première équipe.
Il joue ensuite un rôle important dans les trois conquêtes de la Série mondiale par les Athletics d'Oakland, champions en 1972, 1973 et 1974. Il représente les Athletics au match des étoiles 1972 et 1973, lors des deux premières de ses quatre saisons passées à Oakland.

## Carrière

### Cubs de Chicago
Ken Holtzman réussit son premier match sans point ni coup sûr le 19 août 1969 au Wrigley Field de Chicago dans la victoire de 3-0 des Cubs sur les Braves d'Atlanta. Il accorde trois buts-sur-balles et, chose rarissime, n'enregistre aux dépens des Braves aucun retrait sur des prises. Il est le second lanceur de l'histoire du baseball, après Sad Sam Jones pour les Yankees de New York de 1923, et le dernier en date à réussir une partie sans coup sûr sans l'aide d'un retrait sur des prises. Le deuxième match sans coup sûr de Holtzman est lancé à Cincinnati le 3 juin 1971 dans une victoire de 1-0 des Cubs sur les Reds. Il est le seul lanceur à avoir réussi plus d'une partie sans coup sûr pour les Cubs, si l'on fait exception des 3 lancés par Larry Corcoran pour les White Stockings de Chicago (anciens Cubs) au XIXe siècle.
Ken Holtzman remporte 80 victoires contre 81 défaites et affiche une moyenne de points mérités de 3,76 en 9 saisons pour les Cubs. Il gagne 17 matchs lors des saisons 1969 et 1970. Ses 202 retraits sur des prises en 1970 représentent son record personnel en une saison.

### Athletics d'Oakland
Ken Holtzman est échangé aux Athletics d'Oakland le 29 novembre 1971 pour le voltigeur Rick Monday.
En quatre ans à Oakland, il présente une brillante moyenne de points mérités de 2,97 en 157 matchs, dont 153 comme lanceur partant. Il remporte 77 victoires contre 55 défaites pour un club qui, durant cette période, remporte trois Séries mondiales consécutives, de 1972 à 1974, en plus de remporter le titre de sa division en 1975. Le gaucher représente les Athletics à deux matchs d'étoiles, en 1972 et 1973. En 1972, il gagne 19 matchs contre 11 défaites et maintient sa moyenne de points mérités à 2,51 en 39 matchs, dont 37 comme partant, et 265 manches et un tiers lancées. En 1973, il gagne un sommet personnel de 21 victoires et affiche une moyenne de 2,97 points mérités accordés par partie, le tout en 297 manches et un tiers, sa plus importante charge de travail en carrière en une saison. Il enchaîne avec 19 et 18 victoires en 1974 et 1975, respectivement. À ses deux premières années à Oakland, il lance chaque fois 16 matchs complets.

#### Les trois victoires en Série mondiale
Le 9 octobre 1973, Ken Holtzman est magistral dans le 3e match de la Série de championnat 1973 de la Ligue américaine lorsqu'il tient tête à Mike Cuellar, de Baltimore, pour décrocher une victoire au terme de 11 manches de jeu. Au cours de ce match complet de 11 manches, Holtzman, lançant après 10 jours d'inactivité, n'accorde qu'un point sur 3 coups sûrs et un but-sur-balles, avant que Bert Campaneris ne tranche le débat à Oakland avec un coup de circuit. Holtzman est peu après le lanceur gagnant du 7e et ultime match de la Série mondiale 1973 entre les A's et les Mets de New York. L'année suivante, avant la conquête d'un troisième titre consécutif par les A's, Holtzman lance un blanchissage dans le second duel de la Série de championnat 1974, encore contre Baltimore,.
Tous les matchs de séries éliminatoires joués par Holtzman durant sa carrière sont avec les Athletics durant ces 4 saisons. En 13 apparitions au monticule, dont 12 comme partant, il affiche une moyenne de points mérités d'à peine 2,30 en 70 manches et un tiers lancées, s'avérant une partie intégrante des succès des triples champions. Il remporte six matchs éliminatoires au total, malgré 4 défaites. Lors des trois automnes où Oakland remporte le titre, il effectue sept départs et une présence en relève (dans le 7e match de la Série mondiale 1972 contre Cincinnati) en grande finale et décroche 4 victoires contre une seule défaite.

### Orioles de Baltimore
Le 2 avril 1976, Ken Holtzman est l'une des victimes de la grande purge orchestrée par le propriétaire des Athletics, Charlie O. Finley, qui échange trois joueurs étoiles. Deux d'entre eux, Holtzman et la superstar Reggie Jackson, passent aux Orioles de Baltimore pour le voltigeur Don Baylor et deux lanceurs droitiers, Mike Torrez et Paul Mitchell.
Holtzman n'est chez les Orioles que depuis quelques semaines lorsqu'il passe le 15 juin 1976 aux Yankees de New York dans une transactions impliquant de nombreux joueurs : les lanceurs gauchers Grant Jackson et Jimmy Freeman, le droitier Doyle Alexander et le receveur Elrod Hendricks l'accompagnent à New York, alors que les Orioles reçoivent le receveur Rick Dempsey, les lanceurs gauchers Tippy Martinez, Rudy May et Scott McGregor ainsi que le lanceur droitier Dave Pagan.

### Dernières saisons
Après avoir alterné entre les postes de lanceur partant et de releveur pour les Yankees pendant deux ans, Ken Holtzman retourne aux Cubs de Chicago, qui l'obtiennent des New-Yorkais le 10 juin 1978 en échange du lanceur droitier Ron Davis. Les Cubs regretteront rapidement cet échange. En effet, Holtzman se retire après la saison 1979 tandis que Davis se révèle un des meilleurs releveurs de la ligue pendant plusieurs saisons pour les Yankees.

### Palmarès
En 451 matchs, dont 410 comme lanceur partant, joués sur 15 saisons dans le baseball majeur, Ken Holtzman a remporté 174 victoires contre 150 défaites. Sa moyenne de points mérités en carrière s'élève à 3,49 en 2 867 manches et un tiers lancées. Il compte 127 matchs complets dont 31 blanchissages, trois sauvetages en relève, et 1 601 retraits sur des prises.

## Vie personnelle
Le 28 mars 1999, Ken Holtzman est intronisé au National Jewish Sports Hall of Fame, le temple de la renommée des sportifs juifs des États-Unis. Lors de la saison recrue de Holtzman en 1966, il invite souvent des comparaisons avec Sandy Koufax, légendaire lanceur gaucher lui aussi de confession juive, dont c'était incidemment la dernière saison. Holtzman et Koufax lancent une fois l'un contre l'autre le 25 septembre 1966 à Chicago, lors d'un des derniers matchs de la carrière du grand Koufax. Ce match est gagné par Holtzman avec un match complet, où il n'accorde son premier coup sûr aux Dodgers qu'en 9e manche.
En 2007, Ken Holtzman est le gérant des Pioneers de Petah Tikva dans la Ligue israélienne de baseball (IBL) mais quitte l'équipe, qui est dernière sur 6 clubs, une semaine avant la fin de la saison à la suite d'une dispute avec la direction de cette ligue professionnelle qui ne dure d'ailleurs qu'une seule année.